# Spatula smithii
La cuchara del Cabo, cuchara de El Cabo, pato cuchara africano, pato cuchara de El Cabo, pato cuchara del Cabo o pato de El Cabo (Spatula smithii) es una especie de ave del género Spatula. Reside en Sudáfrica, y zonas algo más al norte en Namibia, Botsuana, Zimbabue, el sur de Angola, Lesoto, Mozambique, y Zambia.
Esta especie de pato mide de 51 a 53 cm de largo y aunque no es migratoria lleva a cabo algunos desplazamientos locales con las estaciones. Es gregario cuando no está en temporada de reproducción, y puede formar grandes bandadas.
Esta especie tiene un gran pico en forma de espátula. El plumaje de los adultos es jaspeado en tonos de gris y marrón y patas naranjas.Al igual que en muchas especies de patos del hemisferio sur, los sexos parecen similares, pero la cabeza del macho es algo más pálida que la de la hembra, la parte anterior del ala es azul pálido separada de speculum verdes por un borde blanco, y ojos amarillos. La parte anterior del ala de la hembra es gris.